# René Mario Montante Pardo
René Mario Montante Pardo (Monterrey, 14 de septiembre de 1933-Monterrey, 22 de septiembre de 2019) fue un ingeniero mecánico y matemático mexicano, creador del Método Montante del álgebra lineal.

## Biografía
Cursó la escuela primaria en Monterrey, primero en el Colegio México y después a los quince años en la Escuela Industrial y Preparatoria Técnica "Álvaro Obregón" donde estudió Técnico Mecánico, llamado Maestro Mecánico. En 1953 regresó a la escuela Álvaro Obregón a la preparatoria tras un año de trabajo en Talleres Industriales, donde vio que a los ingenieros se les pagaba mejor. Durante su estadía en la preparatoria, jugó durante un año con los Bulldog. En 1955 ingresó en la Facultad de Ingeniería Mecánica y Eléctrica de la UANL para estudiar ingeniería mecánica. En 1959 se graduó, y trabajó de 1960 a 1961 en la Fundidora de Fierro y Acero de Monterrey. Después fue a trabajar a Estados Unidos hasta 1963, año en que regresó a Monterrey y a la UANL para ingresar en la carrera de Matemáticas en la Facultad de Ciencias Físico-Matemáticas (UANL), carrera de la cual se graduó en 1966. Desde 1965 comenzó a dar clases en FIME en la UANL, hasta el año 2001, en el cual se jubiló.

## Investigaciones científicas
Ha realizado diversas investigaciones en el ámbito de las Matemáticas principalmente para obtener los determinantes por medio de números enteros, proceso del cual nació el Método Montante, en 1973 y que fue publicado en 1976 una vez que se había utilizado para resolver sistemas de ecuaciones lineales. Actualmente el método se usa en diferentes aspectos del álgebra matricial, y es uno de los dos métodos principales que se utilizan, el otro es la eliminación de Gauss-Jordan.